# Phymatochernes crassimanus
Phymatochernes crassimanus är en spindeldjursart som beskrevs av Volker Mahnert 1979. Phymatochernes crassimanus ingår i släktet Phymatochernes och familjen blindklokrypare. Inga underarter finns listade i Catalogue of Life.